# مجلس القضاء الأعلى (مصر)
مجلس القضاء الأعلى هو مجلس حكومي مصري أنشئ بموجب القانون رقم 46 لسنة 1972 بإصدار قانون السلطة القضائية وتعديلاته.

## القوانين المنظمة
- قانون رقم 46 لسنة 1972 بإصدار قانون السلطة القضائية وفقاً لآخر تعديل صادر في 13 فبراير عام 2023 (الفصل الخامس مكررًا) مجلس القضاء الأعلى.[2][3]

## تشكيل المجلس
- رئيس محكمة استئناف القاهرة.
- النائب العام.
- أقدم اثنين من نواب رئيس محكمة النقض.
- أقدم اثنين من رؤساء محاكم الاستئناف الأخرى.
- عند خلو وظيفة رئيس محكمة النقض أو غيابه او وجود مانع لديه يحل محله في رياسة المجلس أقدم نوابه، وفي هذه الحالة ينضم إلى عضوية المجلس أقدم نواب رئيس محكمة النقض من غير العضوين المشار إليهما في الفقرة السابقة.
- عند خلو وظيفة أحد أعضاء المجلس أو غيابه أو وجود مانع لديه، يحل محل النائب العام أقدم نائب عام مساعد أو من يقوم مقامه، ويحل محل رؤساء محاكم الاستئناف من يليهم في الأقدمية من رؤساء محاكم الاستئناف الأخرى، ويحل محل نواب رئيس محكمة النقض من يليهم في الأقدمية من النواب.» – القانون المصري، قانون رقم 46 لسنة 1972 بإصدار قانون السلطة القضائية وتعديلاته (الفصل الخامس مكررًا) مجلس القضاء الأعلى

## الاختصاصات
- يجب أخذ رأيه في مشروعات القوانين المتعلقة بالقضاء والنيابة العامة.
- يجتمع مجلس القضاء الأعلى بمحكمة النقض أو بأي مكان يحدده رئيس المجلس بدعوة منه أو بطلب من وزير العدل. ولا يكون انعقاده صحيحا إلا بحضور خمسة من أعضائه على الأقل، وتكون جميع مداولاته سرية. وتصدر القرارات بأغلبية الحاضرين وعند تساوى الأصوات يرجح الجانب الذى منه الرئيس.
- تعديل مشروع الحركة القضائية بالنسبة للمسائل التي يشترط القانون موافقته عليها.
- للمجلس أن يدعو مساعد وزير العدل لشئون التفتيش القضائي أو أحد وكلاء التفتيش القضائي لاستيضاحه في المسائل المعروضة عليه وله كذلك أن يطلب من الجهات الحكومية وغيرها كل ما يراه لازما من البيانات والأوراق.
- يضع المجلس لائحة بالقواعد التي يسير عليها في مباشرة اختصاصاته، ويحدد القواعد التي يتبعها التفتيش القضائي في إعداد مشروع الحركة القضائية.
- يجب أن ينص في القواعد التي تنظم إعداد مشروع الحركة القضائية على ضم مدد العمل بالقضاء والنيابة العامة، ومراعاة رغبات رجال القضاء بما لا يخل بحسن سير العمل، وفقا للضوابط التي يضعها مجلس القضاء الأعلى.
- يعلن مشروع الحركة القضائية بعد إقراره من المجلس وقبل اتخاذ إجراءات استصداره، ويكون لكل من رجال القضاء والنيابة العامة أن يعترض كتابة على ما يتعلق بأي شأن من شئونه في المشروع، وذلك خلال سبعة أيام من تاريخ الإعلان، ويقدم الاعتراض إلى أمانة المجلس، ويعرض على المجلس لنظره مع مشروع الحركة.
- يعد مجلس القضاء الأعلى، بالاتفاق مع وزير المالية، مشروع الموازنة قبل بدء السنة المالية بوقت كاف، ويراعى في إعداد المشروع إدراج كل من الإيرادات والمصروفات رقما واحدا، ويقدم مشروع الموازنة إلى وزير المالية.
- يتولى مجلس القضاء الأعلى فور اعتماد الموازنة العامة للدولة، وبالتنسيق مع وزير المالية، توزيع الاعتمادات الإجمالية لموازنة القضاء والنيابة العامة على أبواب ومجموعات وبنود طبقا للقواعد التي تتبع في الموازنة العامة للدولة.
- يباشر مجلس القضاء الأعلى السلطات المخولة لوزير المالية في القوانين واللوائح بشأن تنفيذ موازنة القضاء والنيابة العامة في حدود الاعتمادات المدرجة لها، كما يباشر رئيس المجلس السلطات المخولة لوزير التنمية الإدارية ولرئيس الجهاز المركزي للتنظيم والإدارة.
- يعد مجلس القضاء الأعلى الحساب الختامي لموازنة القضاء والنيابة العامة في المواعيد المقررة، ثم يحيله رئيس المجلس إلى وزير المالية لإدراجه ضمن الحساب الختامي للموازنة العامة للدولة.» – القانون المصري، قانون رقم 46 لسنة 1972 بإصدار قانون السلطة القضائية وتعديلاته (الفصل الخامس مكررًا) مجلس القضاء الأعلى

## رؤساء المجلس
- حسني عبداللطيف
- محمد عيد محجوب.[4]
- عبد الله عمر شوضة.